# Krusader
Der Krusader ist ein Dateimanager mit vielen Extras für KDE. Er arbeitet mit einer zweispaltigen Ansicht nach Vorbild des Midnight Commanders (ähnlich dem Windows-Programm Total Commander). Krusader unterstützt Linux, Solaris und andere Unix-Systeme. Das Programm wird unter der GNU General Public License verteilt und ist bislang vom offiziellen Server über 811.000 mal heruntergeladen worden, dazu gehört es zum Paketumfang praktisch jeder namhaften Linux-Distribution.

## Funktionsumfang
Krusader bietet alle üblichen Dateimanagerfunktionen und zeigt Ordnerinhalte als Dateiliste in zwei Spalten an. Jede Spaltenseite unterstützt dabei mehrere Tabs und kann Dateien als detaillierte oder mehrspaltige Kurzansicht darstellen. Es werden alle KIO-Protokolle (FTP, SMB, NFS usw.) unterstützt. Außerdem können Archive mit diversen Formaten (etwa tar, ZIP, bzip2, gzip, RAR, ACE, ARJ, LHA, RPM) transparent geöffnet und verändert werden. Eine Dateivorschau für Bilder, Dokumente, Textdateien etc. kann im Hauptfenster angezeigt werden. Krusader enthält auch einen integrierten Betrachter und Editor. Dateioperationen (Kopieren, Verschieben) sind durch Abbrechen, Pausieren, Fortsetzen und Rückgängigmachung kontrollierbar.
Darüber hinaus werden erweiterte Operationen für fortgeschrittene Benutzer unterstützt:
- Schnellsuche: Einfaches Tippen selektiert, filtert oder wählt Dateien in der aktuellen Dateiliste aus.
- Synchronisieren von Verzeichnissen (z. B. über FTP).
- Erstellen und Verifizieren von Datei-Prüfsummen.
- Aufteilen und Zusammenfügen von großen Dateien in mehrere Teile.
- Automatische Mehrfach-Umbenennung von Dateien mit Hilfe von KRename.
- Vergleich von Dateiinhalten durch Aufruf von Kompare.
- Rekursive Berechnung und Anzeige von Speicherplatzverbrauch für einzelne Unterordner.
- Dateisuche nach Name (mit regulären Ausdrücken), Größe, Datum, Benutzerrechten oder Inhalt.
- Anzeige eines eingebauten Terminalemulators.

Durch Definition von eigenen Aktionen (engl. User Actions) kann die Funktionalität des Dateimanagers zusätzlich erweitert werden.

## Geschichte
Das Projekt Krusader wurde im Mai 2000 von Shie Erlich und Rafi Yanai begründet, um eine Art Total Commander für Linux zu schaffen. Shie und Rafi entschieden sich dafür, das Programm mit dem Qt-Toolkit unter KDevelop zu schreiben. Krusader-M1 (Milestone 1) war die erste Vorschauversion für KDE2 (Kleopatra 1.91). Mitte 2005 zählte das Krusader-Entwicklungsteam („Krusader Krew“) rund zehn Mitglieder. Mit der Veröffentlichung von Version 2.5 im Oktober 2016 wurde Krusader auf Qt 5 und KDE Frameworks 5 portiert.